# Songs from the Sparkle Lounge
Songs from the Sparkle Lounge är ett musikalbum av bandet Def Leppard, utgivet 25 april 2008 i Europa och 29 april i Nordamerika. Det var gruppens tionde studioalbum och det första med nytt material sedan X 2002.

## Låtlista
1. "Go" (Phil Collen/Joe Elliott) - 3:21
2. "Nine Lives" (Phil Collen/Joe Elliott/Tim McGraw/Rick Savage) - 3:32
3. "C'mon C'mon" (Rick Savage) - 4:09
4. "Love" (Rick Savage) - 4:18
5. "Tomorrow" (Phil Collen) - 3:35
6. "Cruise Control" (Vivian Campbell) - 3:04
7. "Hallucinate" (Phil Collen) - 3:17
8. "Only the Good Die Young" (Vivian Campbell) - 3:34
9. "Bad Actress" (Joe Elliott) - 3:04
10. "Come Undone" (Joe Elliott) - 3:33
11. "Gotta Let It Go" (Vivian Campbell) - 3:55